# Robert Van Eenaeme
Robert Van Eenaeme (Wondelgem, Gante, 27 de agosto de 1916 - Marche-en-Famenne, 8 de março de 1959) foi um ciclista belga que foi profissional entre 1939 e 1950. Durante estes anos conseguiu 22 vitórias, destacando três edições da Gante-Wevelgem.

## Palmarés
- 1936
  - 1.º na Gante-Wevelgem
- 1937
  - 1.º na Gante-Wevelgem
- 1939
  - 1.º em Ninove
- 1940
  - 1.º em Stekene
- 1941
  - 1.º em Adegem
  - 1.º em Sint-Niklaas
- 1942
  - 1.º no Campeonato de Flandres
  - 1.º no Circuito da Bélgica e vencedor de uma etapa
  - 1.º no Critérium de Zingem
- 1943
  - 1.º em Kruishoutem
  - 1.º em as três Vilas Alemãs
  - 1.º em Acht van Brasschaat
  - 1.º em Maldegem
  - 1.º em Sint-Niklaas
  - 1.º no Critérium de Gante
- 1944
  - 1.º em Zomergem
  - 1.º em Rumbeke-Beitem
- 1945
  - 1.º na Gante-Wevelgem
  - 1.º em Zomergem
  - 1.º em Oedelem
- 1946
  - 1.º em Ename